# Andy McCulloch
Andrew McCulloch (n. 19 noiembrie 1945, Bournemouth, Dorset) a fost un baterist în diferite formații muzicale care a colaborat cu diferiți artiști în anii 1970, înainte de a deveni specialist în iahturi.